# رودگرد کمربنددار
رودگرد کمربنددار (نام علمی: Macromia cingulata) نام یک گونه از سرده رودگردها است.